# Gare de Phalempin
Gare de Phalempin vasútállomás Franciaországban, Phalempin településen.

## Vasútvonalak
Az állomást az alábbi vasútvonalak érintik:
- Párizs-Lille-vasútvonal

## Kapcsolódó állomások
A vasútállomáshoz az alábbi állomások vannak a legközelebb:
- Gare de Seclin
- Gare de Libercourt